# Израел Фолау
Израел Фолау (енгл. Israel Folau; 3. април 1989) је професионални аустралијски рагбиста, који тренутно игра за екипу НЈВ Варатаси. Фолау је један од најбољих аријера на свету.

## Биографија
Висок 193 цм, тежак 103 кг, Фолау је 3 године играо рагби 13 (рагби лига) и био је врло успешан, играо је за Мелбурн Сторм и Бризбејн Бронкос, играо је и за рагби 13 репрезентацију Аустралије. Фолау је затим прешао на други спорт, аустралијски фудбал (енгл. Australian rules football), а након тога прешао је на рагби јунион и потписао за екипу НЈВ Варатаси. За Варатасе је одиграо 44 утакмице и постигао 25 есеја. За рагби 15 репрезентацију Аустралије одиграо је 35 тест мечева и постигао 18 есеја.